# Primeiro-ministro do Cosovo
O primeiro-ministro do Cosovo (em albanês: Kryeministri i Kosovës; em sérvio: Премијер Косова, Premijer Kosova) é o chefe de governo da disputada República do Cosovo, sendo o detentor do poder executivo.
O primeiro-ministro e o Governo do Cosovo (composto por este, pelo(s) primeiro(s)-ministro(s)-adjunto(s) e pelos ministros), são responsáveis pelas suas ações perante a Assembleia do Cosovo.
De acordo com a Constituição, o primeiro-ministro é responsável por:
- representar e liderar o Governo;
- assegurar que todos os ministros agem de acordo com a política governamental;
- assegurar a implementação das e políticas determinadas pelo Governo;
- mudar os membros do Governo (sem necessidade de consultar a Assembleia);
- presidir ao Conselho de Segurança do Cosovo;
- nomear o diretor-geral da Polícia do Cosovo;
- consultar o presidente da República do Cosovo em matérias de serviços secretos;
- em cooperação com o presidente da República, nomear conjuntamente o diretor, diretor-adjunto e inspetor-geral da Agência de Serviços Secretos do Cosovo;
- consultar o presidente da República sobre a implementação da política externa da nação;
- executar outras tarefas estabelecidas na Constituição e na Lei.

O primeiro-ministro é nomeado pelo presidente da República, após consultar o partido político ou coligação vencedora das eleições legislativas e/ou que detenha uma maioria na Assembleia considerada necessária para formar governo. Em caso de demissão ou qualquer outro impedimento do primeiro-ministro (por exemplo: a sua morte), é dissolvido o Governo, e o presidente da República aponta um novo de acordo com a composição da Assembleia do Cosovo.
O atual primeiro-ministro do Cosovo é Albin Kurti.

## Lista de primeiros-ministros do Kosovo[7]

### Província Autônoma de Kosovo e Metohija
| Nome                                                           | Nascimento–Morte | Início       | Fim          | Partido político                                                                        |
| -------------------------------------------------------------- | ---------------- | ------------ | ------------ | --------------------------------------------------------------------------------------- |
| Presidente do Conselho Executivo do Comité Popular 1945 – 1953 |                  |              |              |                                                                                         |
| Fadil Hoxha                                                    | 1916–2001        | 1945         | 1953         | Partido Comunista do Cosovo (até 1952), Liga de Comunistas do Cosovo (a partir de 1952) |
| Presidente do Conselho Executivo 1953 – 1974                   |                  |              |              |                                                                                         |
| Fadil Hoxha                                                    | 1916–2001        | 1953         | 1963         | Liga de Comunistas do Cosovo                                                            |
| Ali Shukrija                                                   | 1919–2005        | 1963         | Maio de 1967 | Liga de Comunistas do Cosovo                                                            |
| Ilija Vakić                                                    | 1932–            | Maio de 1967 | May 1974     | Liga de Comunistas do Cosovo                                                            |

### Província Autónoma Socialista do Cosovo
| Nome                                         | Nascimento–Morte | Início                | Fim                | Political Partido político   |
| -------------------------------------------- | ---------------- | --------------------- | ------------------ | ---------------------------- |
| Presidente do Conselho Executivo 1974 – 1990 |                  |                       |                    |                              |
| Bogoljub Nedeljković                         | 1920–1986        | Maio de 1974          | Maio de 1978       | Liga de Comunistas do Cosovo |
| Bahri Oruçi                                  | 1930–2011        | Maio de 1978          | Maio de 1980       | Liga de Comunistas do Cosovo |
| Riza Sapunxhiu                               | 1925–2008        | Maio de 1980          | Maio de 1982       | Liga de Comunistas do Cosovo |
| Imer Pula                                    | 1921–            | Maio de 1982          | 5 de maio de 1984  | Liga de Comunistas do Cosovo |
| Ljubomir Neđo Borković                       | 1926–2009        | 5 de maio de 1984     | Maio de 1986       | Liga de Comunistas do Cosovo |
| Namzi Mustafa                                | 1941–            | Maio de 1986          | 1987               | Liga de Comunistas do Cosovo |
| Kaqusha Jashari                              | 1945–            | 1987                  | Maio de 1989       | Liga de Comunistas do Cosovo |
| Nikolla Shkreli                              |                  | Maio de 1989          | 1989               | Liga de Comunistas do Cosovo |
| Daut Jashanica                               | 1948–            | 1989                  | 1989               | Liga de Comunistas do Cosovo |
| Jusuf Zejnullahu                             | 1944–            | 4 de dezembro de 1989 | 5 de julho de 1990 | Liga de Comunistas do Cosovo |

### República de Kosova(reconhecida apenas pelaAlbânia)
| #                               | Portrait | Nome (Nascimento–Morte)                          | Período no cargo      | Período no cargo       | Partido político                             |
| ------------------------------- | -------- | ------------------------------------------------ | --------------------- | ---------------------- | -------------------------------------------- |
| Primeiros-ministros 1990 – 2000 |          |                                                  |                       |                        |                                              |
| 1                               |          | Jusuf Zejnullahu (n. 1944)                       | 7 de setembro de 1990 | 5 de outubro de 1991   | Liga Democrática do Cosovo                   |
| 2                               |          | Bujar Bukoshi (n. 1947)                          | 5 de outubro de 1991  | 1 de fevereiro de 2000 | Liga Democrática do Cosovo                   |
| —                               |          | Hashim Thaçi (provisório, em oposição) (n. 1968) | 2 de abril de 1999    | 1 de fevereiro de 2000 | Partido pelo Progresso Democrático do Cosovo |

### Kosovo administrado pela ONU
| #                               | Retrato | Nome (Nascimento–Morte)           | Período no cargo      | Período no cargo        | Partido político                                            |
| ------------------------------- | ------- | --------------------------------- | --------------------- | ----------------------- | ----------------------------------------------------------- |
| Primeiros-ministros 2002 – 2008 |         |                                   |                       |                         |                                                             |
| 1                               |         | Bajram Rexhepi (1954-2017)        | 4 de março de 2002    | 3 de dezembro de 2004   | Partido Democrático do Cosovo                               |
| 2                               |         | Ramush Haradinaj (n. 1968)        | 3 de dezembro de 2004 | 8 de março de 2005      | Aliança para o Futuro do Cosovo                             |
| —                               |         | Adem Salihaj (interino) (n. 1950) | 8 de março de 2005    | 25 de março de 2005     | Liga Democrática do Cosovo                                  |
| 3                               |         | Bajram Kosumi (n. 1960)           | 25 de março de 2005   | 10 de março de 2006     | Partido Parlamentar do Cosovo                               |
| 4                               |         | Agim Çeku (n. 1960)               | 10 de março de 2006   | 9 de janeiro de 2008    | Independente (apoiado pela Aliança para o Futuro do Cosovo) |
| 5                               |         | Hashim Thaçi (n. 1968)            | 9 de janeiro de 2008  | 17 de fevereiro de 2008 | Partido Democrático do Cosovo                               |

### República do Kosovo(reconhecida por 111 Estados-membros da ONU)
| #                                     | Retrato | Nome (Nascimento–Morte)    | Período no cargo        | Período no cargo       | Partido político                |
| ------------------------------------- | ------- | -------------------------- | ----------------------- | ---------------------- | ------------------------------- |
| Primeiros-ministros 2008 – atualidade |         |                            |                         |                        |                                 |
| 1                                     |         | Hashim Thaçi (n. 1968)     | 17 de fevereiro de 2008 | 9 de dezembro de 2014  | Partido Democrático do Cosovo   |
| 2                                     |         | Isa Mustafa (n. 1951)      | 9 de dezembro de 2014   | 9 de setembro de 2017  | Liga Democrática do Kosovo      |
| 3                                     |         | Ramush Haradinaj (n. 1968) | 9 de setembro de 2017   | 3 de fevereiro de 2020 | Aliança para o Futuro do Cosovo |
| 4                                     |         | Albin Kurti (n. 1975)      | 3 de fevereiro de 2020  | 3 de junho de 2020     | Vetëvendosje                    |
| 5                                     |         | Avdullah Hoti (n. 1976)    | 3 de junho de 2020      | 22 de março de 2021    | Liga Democrática do Kosovo      |
| (4)                                   |         | Albin Kurti (n. 1975)      | 22 de março de 2021     | presente               | Vetëvendosje                    |